# Classics (Album)
Classics ist das neunte Album der amerikanischen Sängerin Jennifer Rush.

## Hintergrund
Rush knüpfte mit dem Album an ihre Ausbildung als klassische Sängerin an. Zusammen mit dem Hungarian Philharmonic Orchestra spielte sie eine Reihe ihrer früheren Hits neu ein. Die Lieder mussten in weiten Teilen neu arrangiert werden, um aus den ursprünglichen Uptempo-Popsongs langsame dramatische Werke zu machen.
Neben diesen Neueinspielungen wurden vier neue Lieder aufgenommen, darunter die Leadsingle The End of a Journey.

## Erfolg
Das Album wurde in mehreren europäischen Ländern veröffentlicht und erreichte Platz 34 in den deutschen Charts. Die Albumversion von Ring of Ice diente ein Jahr später als Promotionsingle für ihre Classics-Tour, die sie 1999 zusammen mit dem Orchester unternahm. Sie wurde von mehreren Fernsehsendern ausgestrahlt.
Classics blieb für mehr als zehn Jahre Jennifer Rushs letztes Album.

## Trackliste
1. „The End of a Journey“
2. „The Power of Love“
3. „Ring of Ice“
4. „Destiny“
5. „I Come Undone“
6. „All I Want Is You“
7. „The Last Day of Summer“
8. „25 Lovers“
9. „Heart Over Mind“
10. „You’ll Never Catch Me Dreaming“
11. „Ave Maria“
12. „Hero of a Fool“